# Hrabstwo Gunnison
Hrabstwo Gunnison (ang. Gunnison County) – hrabstwo w stanie Kolorado w Stanach Zjednoczonych.

## Geografia
Według spisu z 2000 roku obszar całkowity hrabstwa obejmuje powierzchnię 3259,75 mil2 (8442,71 km²), z czego 3238,81 mil2 (8388,48 km²) stanowią lądy, a 20,93 mil2 (54,21 km²) stanowią wody. Według szacunków United States Census Bureau w roku 2012 miało 15 475 mieszkańców. Jego siedzibą administracyjną jest Gunnison.

### Miasta
- Crested Butte
- Gunnison
- Marble
- Mount Crested Butte
- Pitkin